# Goana după aur din California
Goana după aur din California (în engleză California Gold Rush; 1848 – 1855) a început în ianuarie 1848, când s-a descoperit aur la Ferma lui Sutter din localitatea Coloma⁠(d). După ce s-a răspândit vestea, aproximativ 300.000 de oameni au venit în California din restul Statelor Unite și de peste hotare.
Acești primi căutători de aur, numiți „Forty-Niners”, au călătorit până în California cu vaporul și în căruțe cu coviltir peste continent, adesea înfruntând greutăți mari pe parcursul călătoriei. În timp ce majoritatea primilor sosiți erau americani, goana după aur a atras și zeci de mii de oameni din America Latină, Europa, Australia și Asia.
La început, prospectorii au extras aurul din albia râurilor și pâraielor prin metode simple, cum ar fi strecurarea, dar mai târziu au fost dezvoltate metode mai sofisticate de extracție, care ulterior au fost adoptate în întreaga lume. A fost extras aur în valoare de miliarde de dolari americani, aducându-le unora averi considerabile; totuși, mulți s-au întors acasă nu cu mult mai bogați decât veniseră.
Efectele goanei după aur au fost substanțiale. Orașul San Francisco s-a transformat rapid dintr-un cătun de corturi într-o metropolă și s-au construit drumuri, biserici, școli și alte orașe. A fost constituit un sistem de legi și un guvern, ducând în 1850 la admiterea Californiei ca stat al SUA. S-au dezvoltat noi metode de transport. Vaporul cu aburi a început să fie folosit pe scară largă și s-au construit căi ferate. Agricultura, a doua ramură economică în creștere a Californiei a avut o creștere mare. Însă au fost și efecte negative: triburile de amerindieni au fost atacate și izgonite de pe pământurile lor, iar mineritul a distrus mediul înconjurător.

## Introducere

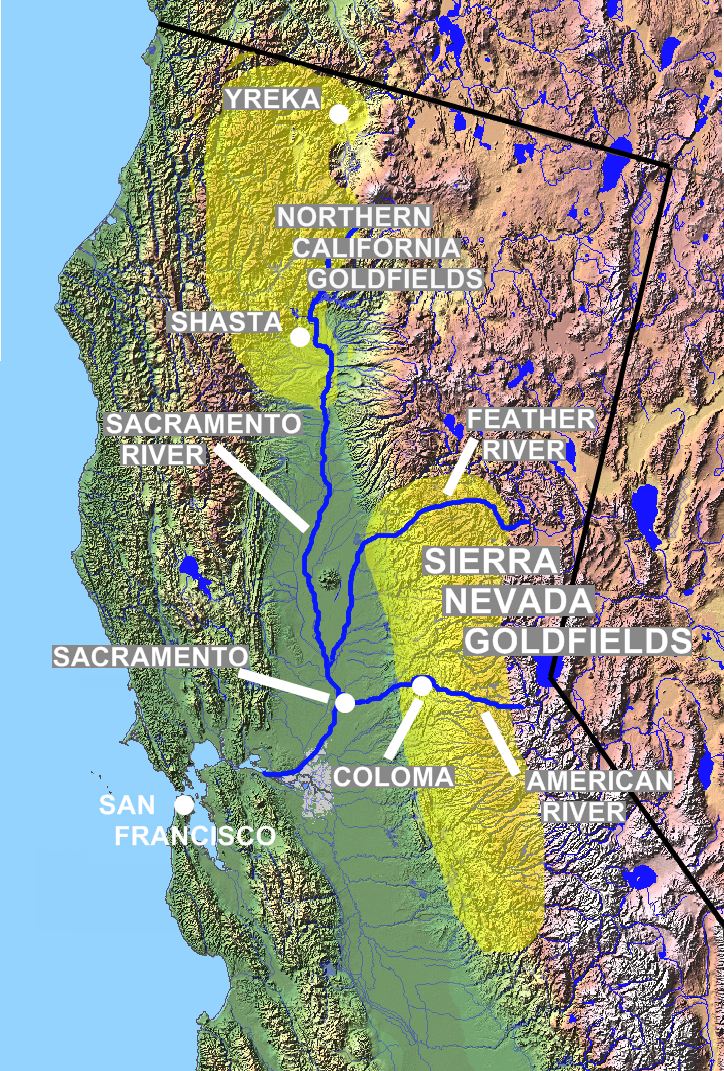
Terenuri aurifere în California Sierra Nevada și California de Nord

Goana de aur a început la Moara lui Sutter, lângă Coloma⁠(d), pe 24 ianuarie 1848. James W. Marshall⁠(d), un șef de tură care lucra pentru pionierul John Sutter⁠(d) din Sacramento, a găsit bucăți dintr-un metal strălucitor în moara de apă a unei mașini de tăiat lemne pe care o construia pentru Sutter, pe malul râului American River⁠(d). Marshall i-a adus lui Sutter ceea ce a găsit, și cei doi au testat în secret descoperirea. Testele au arătat că bucățile găsite de Marshall erau aur. Sutter a fost îngrozit de aceasta, și a încercat să țină secretul, deoarece se temea ce s-ar putea întâmpla cu planurile lui⁠(d) de a construi un imperiu agricol, dacă ar începe o masivă căutare după aur. Totuși, zvonul s-a răspândit și a fost confirmat în martie 1848 de către Samuel Brennan, un comerciant și ziarist din San Francisco. Cel mai celebru citat din Goana după Aur a fost al lui Brennan; după ce și-a deschis în grabă un magazin de vândut echipamente de minerit și prospecție, Brannan a umblat pe străzile din San Francisco, ridicând în mâini o pungă cu aur și strigând „Aur! Aur! Aur din American River!”
Pe 19 august 1848, ziarul New York Herald⁠(d) a fost prima publicație majoră de pe Coasta de Est care a scris că a început o goană după aur în California; pe 5 decembrie, președintele James Polk a confirmat descoperirea aurului într-o notă adresată  Congresului. Curând, valuri de imigranți din toată lumea, care mai târziu au fost numiți "Forty-Niners," au invadat Țara Aurului din California, numită „Mother Lode”. Temerile lui Sutter s-au adeverit: a fost ruinat; muncitorii lui au plecat să caute aur, și intruși i-au invadat pământul și i-au furat vitele și recoltele.

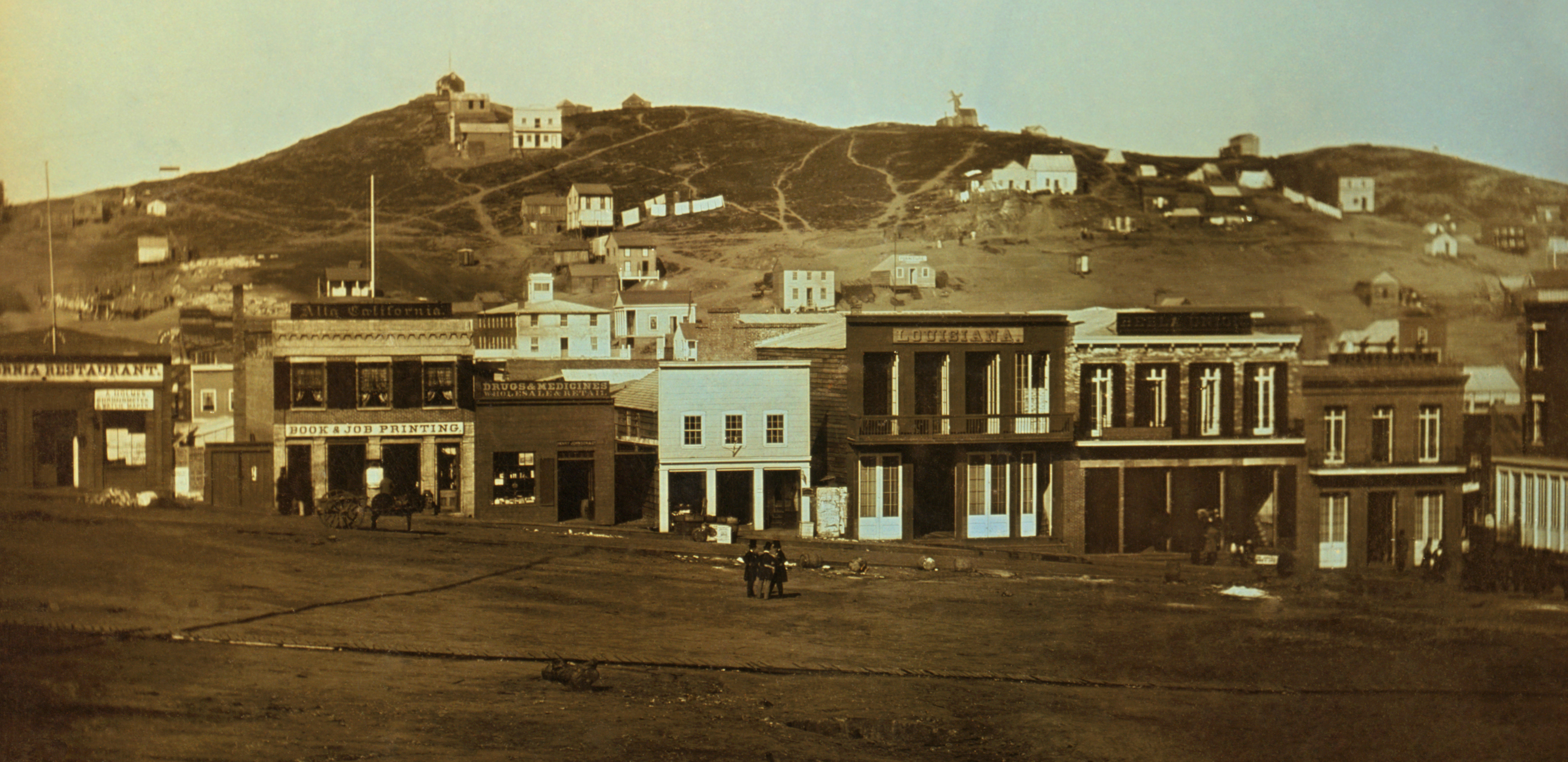
Piaţa Portsmouth din San Francisco în preajma lui 1851

San Francisco era o așezare mică la începutul goanei după aur. Când locuitorii au auzit despre descoperire, întâi a devenit oraș-fantomă de corăbii și magazine abandonate ai căror proprietari plecaseră după aur, dar mai târziu a înflorit odată cu venirea noilor comercianți și locuitori. Populația orașului a explodat de la cel mult 1.000 de locuitori în 1848 la 25.000 de rezidenți permanenți până în 1850. Ca și în cazul multor orașe cu explozie demografică, influxul brusc de populație a forțat infrastructura din San Francisco și din alte orașe din preajma zăcămintelor. Oamenii trăiau în corturi, colibe de lemn, sau cabine desprinse de pe vapoarele abandonate.
În ceea ce a fost mai târziu denumită „prima goană după aur la nivel mondial”, nu exista o cale de acces ușoară până în California; Forty-Niner-ii au îndurat mari greutăți și mulți au murit în drumul spre locurile cu aur. La început, majoritatea argonauților, așa cum au fost denumiți, au călătorit pe mare. De pe Coasta de Est, o călătorie pe mare în jurul Americii de Sud dura între cinci și opt luni, și însemna un drum de 18.000 mile marine (33.000 km). O rută alternativă era călătoria prin Oceanul Atlantic până pe malul Istmului Panama, apoi o călătorie de o săptămână cu Canoe și catâri prin junglă, și apoi prin Oceanul Pacific, cu un vapor care merge spre San Francisco. În cele din urmă, majoritatea căutătorilor de aur au luat drumul terestru de-a latul Statelor Unite, anume pe Drumul Californiei. Fiecare dintre aceste trasee avea parte de pericolele lui mortale, de la naufragiu la febră tifoidă și holeră.

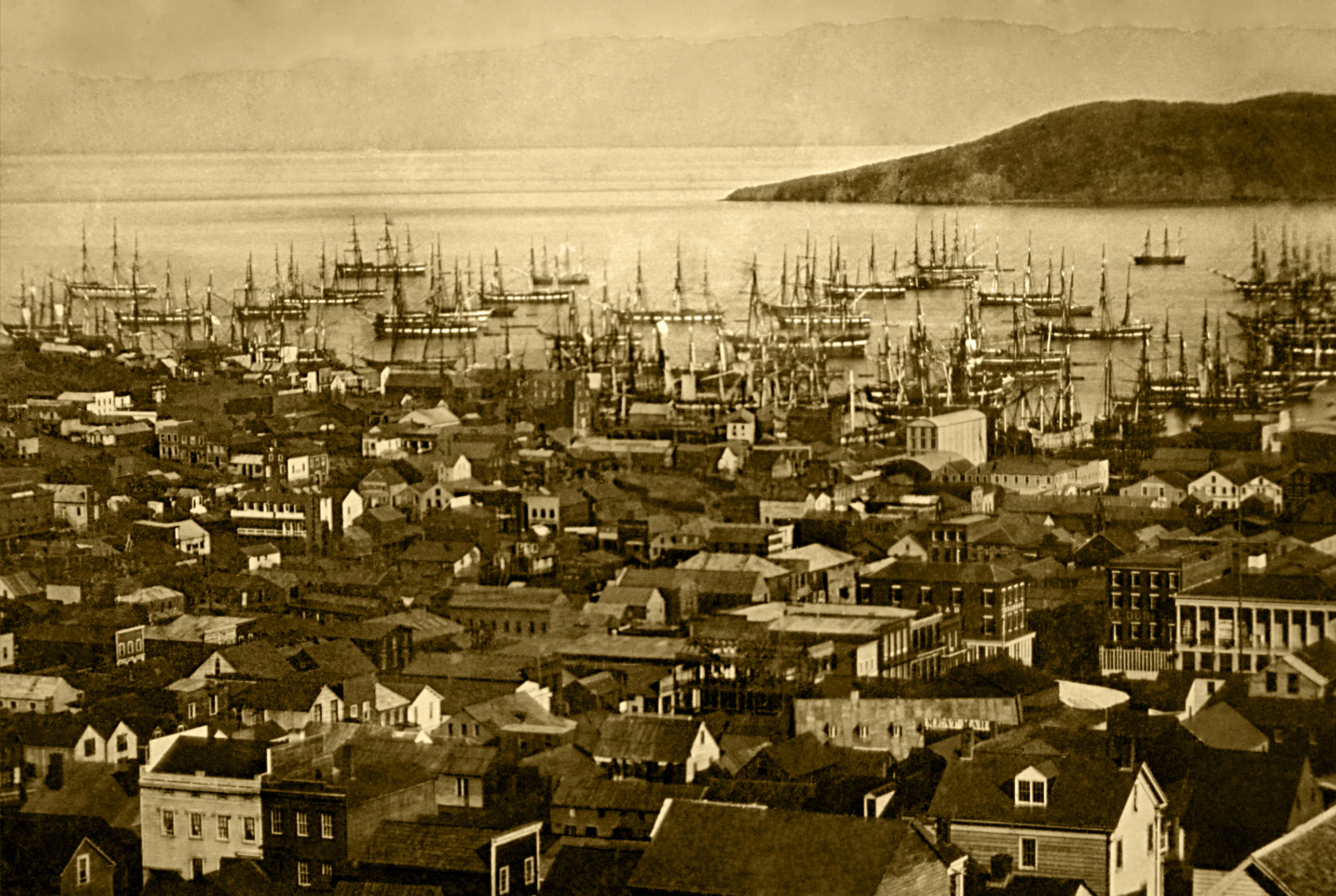
Portul San Francisco în 1850-1851

Pentru a satisface nevoile noilor sosiți, vase cu bunuri din toată lumea — porțelan și mătase din China, bere din Scoția — au fost aduse la San Francisco. La sosirea în San Francisco, căpitanilor vaselor le-au dezertat echipajele și au plecat în căutare de aur. Sute de vase au fost abandonate, iar portul San Francisco a devenit o pădure de catarge. Localnicii întreprinzători au preluat aceste nave abandonate și le-au transformat în depozite, magazine, cârciumi, hoteluri, și pe unul în închisoare. Multe dintre ele au fost distruse și folosite pentru întărirea solului pentru a crea mai mult spațiu construibil în orașul care se extindea cu repeziciune.
În câțiva ani, a mai existat un aflux de prospectori important, dar mai puțin cunoscut, în California de Nord, anume în districtele Siskiyou⁠(d), Shasta⁠(d) și Trinity⁠(d) de astăzi. Descoperirea unor filoane în locul orașului Yreka⁠(d) în 1851 a adus mii de căutători de aur în Siskiyou Trail⁠(d) și în ținuturile nordice ale Californiei. Așezări ale epocii Goanei după Aur, ca Portuguese Flat⁠(d) de pe Râul Sacramento, au avut o existență efemeră. Orașul Weaverville⁠(d), din aceeași perioadă de lângă Râul Trinity deține astăzi cel mai vechi templu taoist din California, moștenire a minerilor chinezi care au venit. Nu mai există astăzi prea multe orașe fantomă din perioada Goanei după Aur, dar rămășițele bine păstrate ale odinioară înfloritorului oraș Shasta⁠(d) sunt acum parc istoric în California de Nord.
Aur a fost descoperit și în California de Sud, dar pe scară mult mai mică. Prima descoperire, din munții aflați la nord de orașul actual Los Angeles, fusese făcută în 1842, la șase ani înaintea descoperirii lui Marshall, pe vremea când California era încă parte a Mexicului. Totuși, aceste prime zăcăminte, ca și ulterioarele descoperiri din munții Californiei de Sud, au atras puțină atenție și au avut consecințe economice limitate.

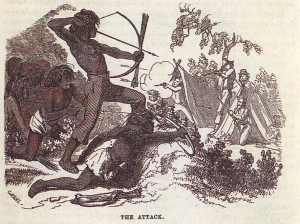
Amerindieni ripostează împotriva minerilor.

Până în 1850, majoritatea aurului ușor accesibil fusese adunat, și atenția s-a îndreptat către extragerea aurului aflat în locații mai dificile. Puși în fața dificultăților din ce în ce mai mari de extragere a aurului, americanii au început să izgonească străinii pentru a ajunge la cel mai accesibil aur care rămăsese. Noul legislativ al statului California a adoptat o taxă pentru minerii străini de douăzeci de dolari pe lună, iar prospectorii americani au început să organizeze atacuri împotriva minerilor străini, ma ales împotriva celor latino-americani și chinezi. În plus, numărul mare de nou veniți îi gonea pe amerindieni din zonele lor tradiționale de vânat, pescuit și adunat hrana. Pentru a-și proteja casele și mijloacele de trai, amerindienii au răspuns atacându-i pe mineri. Aceasta a provocat contraatacuri ale minerilor îndreptate împotriva satelor băștinașilor. Amerindienii, depășiți ca armament, au fost adesea măcelăriți. Cei care au scăpat de masacre nu puteau de multe ori să supraviețuiască fără a avea acces la zonele lor de adunat hrana, și au murit de foame. Romancierul și poetul Joaquin Miller⁠(d) a imortalizat un astfel de atac în lucrarea sa semiautobiografică, Viața printre Modoc⁠(d)i.

## Forty-Ninerii

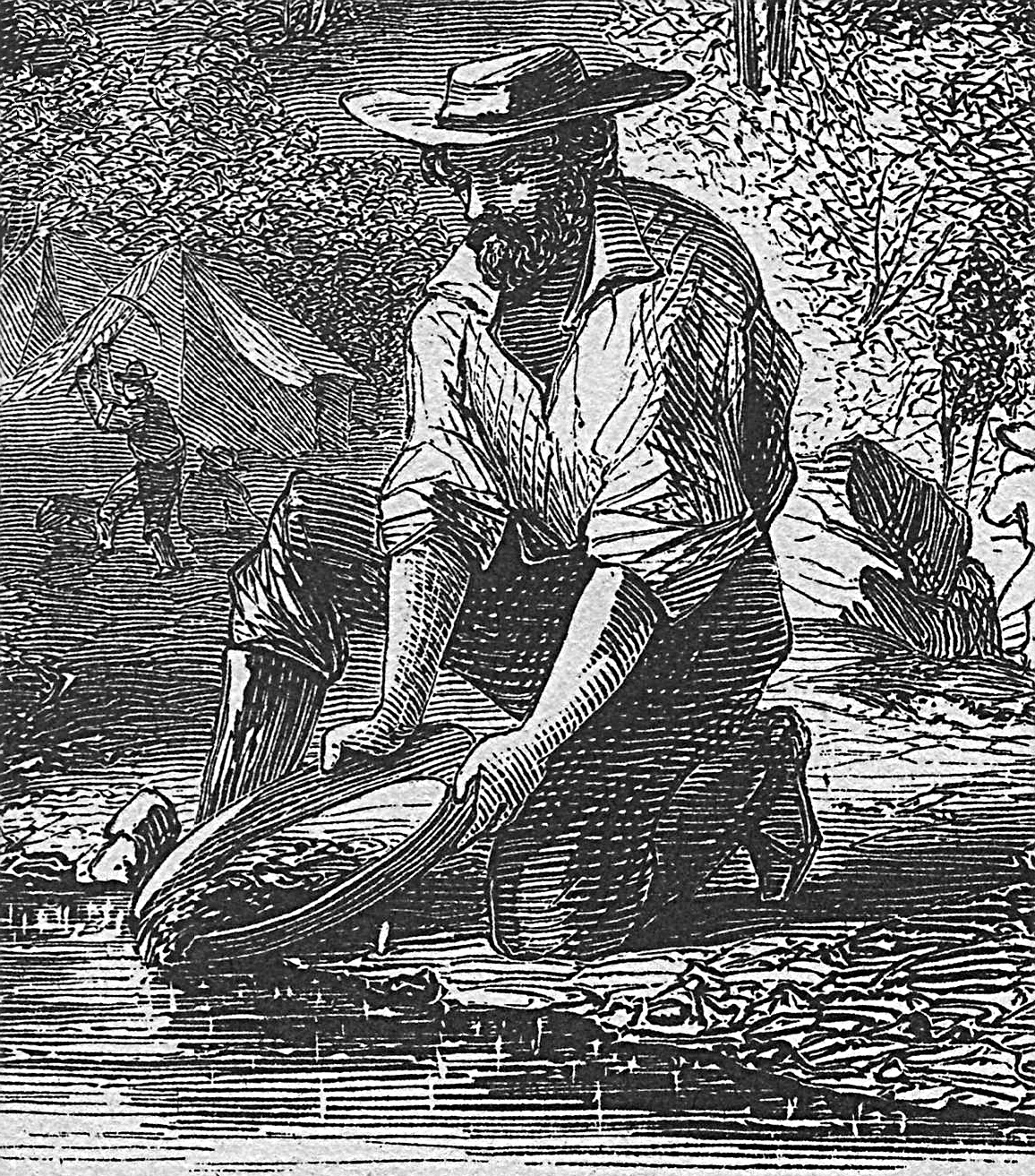
Strecurarea aurului pe Râul Mokelumne

Primii care s-au grăbit spre terenurile aurifere au fost chiar locuitorii Californiei—în primul rând americani și europeni care locuiau în California de Nord, împreună cu amerindieni și așanumiții Californio⁠(d) (californieni vorbitori de spaniolă).
Zvonurile despre Goana după Aur s-au răspândit lent la început. Primii căutători de aur care au ajuns în California în 1848 erau oameni care locuiau în apropiere de California, sau care auziseră vestea de la echipajele vaselor de pe rutele cele mai rapide din California. Primul mare grup de americani care a sosit a fost cele câteva mii de oregonieni care au sosit pe drumul Siskiyou. Apoi au urmat cei din Hawaii, cu corabia, și câteva mii de latino-americani, inclusiv mexicani, peruani și chilieni, veniți pe mare și pe uscat. Până la sfârșitul lui 1848, aproape 6.000 de argonauți sosiseră în California. Doar un număr mic (cel mult 500) sosiră pe uscat din Statele Unite în acel an. Câțiva dintre acești „Forty-Eighteri”, cum au fost ei denumiți, au reușit să strângă mari cantități de aur ușor accesibil—în unele cazuri, strângeau aur în valoare de mii de dolari pe zi. Chiar și prospectorii obișnuiți scoteau zilnic aur în valoare de 10 până la 15 ori salariul mediu zilnic al unui muncitor de pe Coasta de Est. O persoană putea munci șase luni extrăgând aur și să obțină echivalentul salariului pe șase ani pe care l-ar fi obținut acasă.
Până la începutul lui 1849, vestea despre Goana după Aur se răspândise în toată lumea, și un număr copleșitor de căutători de aur și comercianți a început practic să vină de pe toate continentele. Cel mai mare grup din 1849 au fost americanii, veniți cu zecile de mii călătorind pe uscat de-a latul continentului și pe mare pe diverse rute de navigație. Australienii și neozeelandezii au aflat vestea de pe navele care transportau ziare hawaiiene, și, cu miile, bolnavi de „febra aurului”, au urcat pe vasele care mergeau în California. Forty-Nineri au venit din America Latină, mai ales din provinciile miniere mexicane de lângă Sonora. Căutători de aur și negustori din Asia, mai ales din China, au început să sosească în 1849, întâi în numere mici la „Muntele de Aur”, denumire dată Californiei în chineză. Primii imigranți din Europa, plecați datorită efectelor revoluțiilor din 1848 și având o distanță mai mare de călătorit, au început să sosească spre sfârșitul lui 1849, mai ales din Franța, dar și din Germania, Italia și Regatul Unit.
Se estimează că aproape 90.000 de oameni au ajuns în California în 1849—aproximativ jumătate veniți pe mare și jumătate pe uscat. Dintre aceștia, între 50.000 și 60.000 erau americani, iar restul din alte țări. Până în 1855, se estimează că au sosit în California cel puțin 300.000 de căutători de aur, negustori, și alți imigranți din toată lumea. Cel mai mare grup a fost în continuare cel de americani, dar au fost și mii de mexicani, chinezi, francezi, și latino-americani, împreună cu alte grupuri mici de mineri, ca filipinezii și bascii. Un număr modest de africani (cel mult 4.000) au venit din Sudul Statelor Unite, Caraibe și Brazilia.

## Drepturi legale
Când a început Goana după Aur, nu era evident ce legi sunt valabile în California. În ziua în care s-a descoperit aur la ferma lui Sutter, California făcea parte, din punct de vedere juridic, din Mexic, dar era sub ocupație militară americană, ca rezultat al războiului americano-mexican. După semnarea tratatului care a încheiat războiul pe 2 februarie 1848, California a devenit posesiune a Statelor Unite, dar nu era un teritoriu oficial și nu a devenit stat până pe 9 septembrie 1850. California era în situația neobișnuită a unui teritoriu sub control militar. Nu exista legislativ civil, guvern sau putere judecătorească la nivelul regiunii. Rezidenții locali trăiau după un amestec confuz și schimbător de legi mexicane, principii americane și dictate personale.

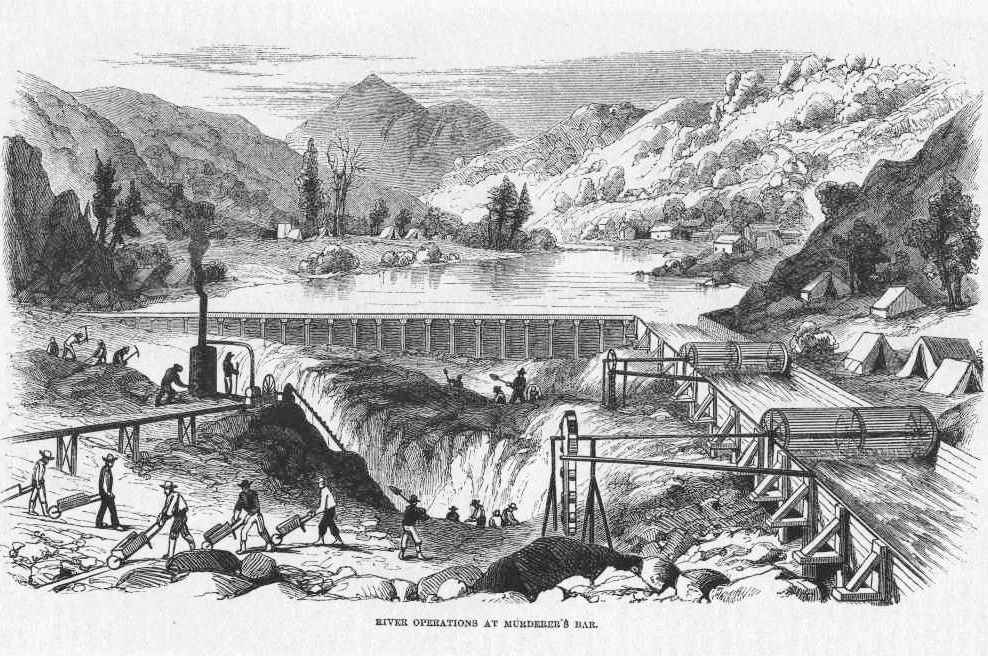
Mineri care sapă în albia unui râu după ce apa acestuia a fost deviată într-un jgheab de lângă râu.

Deși tratatul de după Războiul americano-mexican obliga Statele Unite să onoreze titlurile de proprietate mexicane, aproape toate terenurile aurifere se aflau în afara acestor titluri. În schimb, acele terenuri erau "domeniu public," adică teren în proprietatea Guvernului Statelor Unite. Totuși, nu existau legi în vigoare, nici mecanisme de aplicare a vreunor legi.
Avantajul Forty-Ninerilor era că aurul era „la liber”. Pe terenurile aurifere, nu exista proprietate privată, nu existau taxe de licențiere, și nici alt fel de taxe. Forty-Ninerii au recurs la crearea propriilor lor coduri de legi și la înființarea organismelor de aplicare a legii. Se înțelegea că o „revendicare” putea fi „ridicată” de un prospector, dar că aceasta era validă doar atâta timp cât respectivul teren era lucrat activ. Minerii lucrau pe un teren revendicat doar atât cât era destul cât să-i determine potențialul. Dacă un teren era considerat de mică valoare—și majoritatea așa erau—minerii îl abandonau în căutarea unor terenuri bogate. În caz că un teren era abandonat sau nelucrat, alți mineri ridicau revendicarea, adică începeau să lucreze un teren anterior revendicat. Disputele erau rezolvate adeseori personal și violent, și erau tratate de alte grupuri de prospectori în calitate de arbitri.

## Dezvoltarea tehnicilor de extracție a aurului
Deoarece aurul din zăcămintele din California era atât de concentrat, primii Forty-Nineri pur și simplu au strecurat aurul din râurile și pâraiele din California. Totuși, strecurarea nu putea fi făcută pe scară largă, iar unii mineri și grupuri de mineri au progresat la folosirea unor utilaje mai complexe („leagăne” sau „rockers” sau „long-toms”) pentru a procesa volume mai mari de prundiș. În cele mai complexe tehnici, grupuri de prospectori deviau cursul unui râu pe un jgheab aflat în apropiere, și săpau după aur în albia râului. Unele estimări moderne realizate de United States Geological Survey arată că peste 370 de tone de aur au fost extrase în primii cinci ani ai Goanei după Aur (aur în valoare de aproximativ 7,2 miliarde de dolari la prețul din noiembrie 2006).
În următoarea etapă, până în 1853, au început să fie folosite primele tehnici hidraulice de minerit pe terenuri cu pietriș aflate pe pantele dealurilor. Tehnicile hidraulice (care au fost inventate în California cu această ocazie) presupun ca un furtun de mare presiune să îndrepte un flux puternic de apă către zonele cu pietriș care conțin aur. Pietrișul amestecat cu aur trece prin jgheaburi, iar aurul se depune pe fund, de unde este colectat. Până în anii 1880, se estimează că 340 t de aur (în valoare de aproximativ 6,6 miliarde de dolari la prețurile din noiembrie 2006) a fost extras prin „hidraulizare”.
Un produs secundar al acestei metode de extracție erau mari cantități de pietriș și nisip fin, combinat cu metale grele și alți poluanți, care au fost deversate în râuri. Multe zone încă mai poartă cicatricile mineritului hidraulic, deoarece gropile și pietrișul expuse astfel nu pot susține viața plantelor.

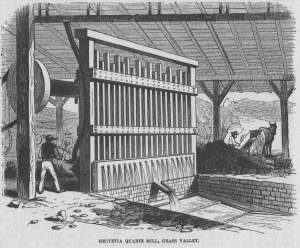
Moară de zdrobit cuarţ în

După terminarea Goanei după Aur, operațiunile de extracție au continuat. Ultima etapă în recuperarea aurului liber a fost aceea de a căuta aurul ajuns, de-a lungul milioanelor de ani, prin eroziune, sub albiile râurilor și torentelor din Valea Centrală a Californiei și din alte regiuni ale statului (ca de exemplu Valea Scott din Districtul Siskiyou). Până la sfârșitul anilor 1890, tehnicile cu săpături (inventate tot în California) au devenit rentabile, și se estimează că peste 620 t de aur (în valoare de 12 miliarde de dolari la prețurile din noiembrie 2006) au fost extrase prin săpături.
Atât în timpul Goanei după Aur, cât și în deceniile ce i-au urmat, căutătorii de aur au efectuat de asemenea extracții în „piatră tare”, adică extragerea aurului direct din rocile care îl conțineau (de regulă cuarț), săpând sau producând explozii pentru găsirea și scoaterea filoanelor de cuarț ce conținea aur. Odată ce pietrele cu aur erau scoase la suprafață, acestea erau sparte, și aurul separat mecanic (folosind apă în mișcare), sau chimic, de obicei folosind arsenic sau mercur (o altă sursă de poluare a mediului). În cele din urmă, mineritul în piatră tare a ajuns cea mai mare sursă de aur.

## Profitul
Deși se consideră în general că negustorii au câștigat mai mulți bani decât minerii în timpul Goanei după Aur, realitatea este probabil mai complexă. Sigur, au existat comercianți care au profitat mult. Cel mai bogat om din California în primii ani ai goanei după aur era Samuel Brannan⁠(d), un neobosit publicist și proprietar de magazine. Brannan a deschis repede primele magazine de provizii în Sacramento, Coloma, și în alte localități din regiunea zăcământului. Chiar la începutul Goanei după Aur, a cumpărat toate articolele de prospecție din San Francisco și le-a revândut cu profit substanțial. Totuși, și căutătorii de aur au câștigat bani buni. De exemplu, în câteva luni, un mic grup de prospectori, lucrând pe Feather River⁠(d) în 1848, a obținut aur în valoare de 1,5 milioane de dolari după prețurile din 2006.
În medie, mulți dintre primii căutători au realizat un profit modest, ținând cont și de cheltuieli. Majoritatea, însă, mai ales din cei ajunși târziu, au câștigat foarte puțin sau chiar au mers în pierdere. Similar, mulți negustori ghinioniști s-au instalat în așezări care au dispărut, sau au fost distruse în vreunul din dezastruoasele incendii care au măturat orașele nou apărute. Alți oameni de afaceri, prin noroc și muncă, au prosperat prin vânzări cu amănuntul, transport de mărfuri sau persoane, spectacole sau cazare.
Până în 1855, climatul economic s-a schimbat drastic. Extracția aurului era profitabilă doar pentru grupuri medii și mari de lucrători, fie ca parteneri, fie ca angajați. La acel moment, numai proprietarii marilor companii miniere obțineau profit. Populația Californiei crescuse și ea atât de mult atât de repede, iar baza economică se diversificase într-atât, încât se puteau face bani printr-o mare varietate de tipuri de afaceri.

### Drumul aurului
După ce aurul era extras, acesta lua diverse drumuri. În primul rând, mare parte din aur era folosit local pentru cumpărarea alimentelor, echipamentelor și plata cazării minerilor. Aceste tranzacții se efectuau adesea cu aurul recent extras, cântărit cu grijă. Acești comercianți și vânzători, la rândul lor, foloseau aurul pentru a cumpăra marfă de la căpitanii vaselor care o aduceau pe aceasta în California. Aurul pleca apoi din California la bordul navelor sau pe catâri către producătorii acelor bunuri din toată lumea. O a doua cale a aurului era cea a argonauților înșiși, care, acumulând o cantitate suficientă, trimiteau aurul acasă, sau se întorceau acasă luând cu ei produsele. De exemplu, o estimare arată că aproximativ aur în valoare de 80 milioane de dolari, extras în California, a fost trimis în Franța de prospectorii și comercianții francezi. Pe măsură ce Goana după Aur a progresat, băncile locale și traficanții de aur eliberau bancnote sau bilete de bancă — monedă de hârtie de circulație locală — în schimbul aurului, și monetării private au bătut monezi de aur. Odată cu construirea Monetăriei San Francisco în 1854, lingouri de aur au fost transformate în monezi de aur oficiale ale Statelor Unite și puse în circulație. Aurul a fost trimis și de băncile din California băncilor naționale din S.U.A. la schimb cu monedă de hârtie de folosit în proaspăt înfloritoarea economie californiană.

## Efecte

### Efecte imediate
Sosirea în câțiva ani a mai multor sute de mii de oameni într-o țară cu 15.000 de europeni și californios , a avut multe efecte dramatice.
În primul rând, costurile umane și ecologice ale Goanei după Aur au fost substanțiale. Amerindienii au devenit victiele epidemiilor, foametei și genocidelor; Populația amerindiană, estimată la 150.000 de locuitori în 1845, a scăzut la mai puțin de 30,000 până în 1870.  Atacuri și legi rasiste explicite au căutat să îndepărteze imigranții chinezi și latino-americani. Mortalitatea imigranților americani era și ea mare: unul din doisprezece forty-nineri murea, întrucât criminalitatea în timpul Goanei după Aur era extraordinar de mare, iar justițiarismul rezultat și-a făcut și el efectul. În plus, mediul înconjurător a avut de suferit întrucât nisipul, praful și substanțele toxice rezultate din operațiunile de prospecție au ucis pești și au distrus habitate.
Totuși, Goana după Aur a propulsat California dintr-o regiune liniștită și retrasă într-un centru al imaginației globale și destinație a sute de mii de oameni. Noii imigranți adesea au demonstrat o inventivitate și un spirit civic remarcabile. De exemplu, în mijlocul Goanei după Aur, au fost proiectate orașe și sate, s-a întrunit o convenție constituțională, s-a scris constituția statului, s-au ținut alegeri și s-au trimis reprezentanți la Washington, D.C. pentru a negocia admiterea Californiei ca stat. În această perioadă a început să se practice agricultura extensivă (cea de-a doua „Goană după Aur”). Au apărut drumuri, școli, biserici, și organizații civice. Marea majoritate a imigranților erau americani. A crescut presiunea pentru comunicații mai bune și legături politice cu restul Statelor Unite, conducând la admiterea Californiei, la 9 septembrie 1850, în cadrul Compromisului de la 1850, ca al 31-lea stat al Statelor Unite ale Americii.
Creșterea averilor și a populației a condus la îmbunătățirea mijloacelor de transport între California și Coasta de Est. Calea Ferată Panama, care străbătea Istmul Panama, a fost terminată în 1855. Vapoare cu aburi, inclusiv cele ale Pacific Mail Steamship Company⁠(d), au început serviciul regulat între San Francisco și Panama, de unde pasagerii, bunurile și corespondența plecau cu trenul de-a latul Istmului și urcau pe vapoare care se îndreptau spre Coasta de Est. O călătorie a navei S.S. Central America s-a terminat dezastruos când nava s-a scufundat într-un uragan în apropierea coastelor Carolinelor în 1857, cu aproape trei tone de aur californian la bord.
La câțiva ani după sfârșitul Goanei după Aur, în 1863, la Sacramento a avut loc ceremonia de inaugurare a construcției aripii vestice a First Transcontinental Railroad⁠(en)[traduceți]. Terminarea liniei, șase ani mai târziu, finanțată parțial de bani din Goana după Aur, a legat California cu centrul și estul Statelor Unite. Drumuri care durau săptămâni sau luni de zile se puteau face acum în câteva zile.
Goana după Aur a stimulat economiile din toată lumea. Fermierii din Chile, Australia, și Hawaii au descoperit o piață imensă pentru alimentele lor; bunurile manufacturiere britanice erau foarte căutate; îmbrăcăminte și chiar case prefabricate au sosit din China. Marile cantități de aur californian cu care au fost plătite aceste bunuri au dus la creșterea prețurilor și stimularea investițiilor și crearea de locuri de muncă în toată lumea.. Prospectorul australian Edward Hargraves⁠(d), observând similitudini între geografia Californiei și cea a țării lui, s-a întors în Australia și a descoperit și acolo aur, declanșând Goanele după Aur din Australia.

### Efecte pe termen lung
Numele Californiei a devenit legat de Goana după Aur, și s-a legat, ca urmare, de ceea ce a devenit cunoscut ca „visul californian”. California a fost percepută ca un loc al noilor începuturi, unde bogăția era răsplata celor harnici și norocoși. Istoricul H. W. Brands⁠(d) a notat că în anii de după Goana după Aur, visul californian s-a răspândit în toate părțile Statelor Unite și a devenit parte din noul „vis american”:
| “ | Vechiul vis american . . . era visul Puritanilor, al Săracului Richard al lui Benjamin Franklin . . . al oamenilor mulțumiți cu a-și acumula averi mici puțin câte puțin, an după an după an. Noul vis a fost visul bogăției imediate, câștigată într-o clipită prin îndrăzneală și noroc. [Acest] vis de aur . . . a devenit parte importantă a conștiinței sociale americane doar după [Moara lui Sutter]. | ” |

Generații de imigranți au fost atrași de Visul californian. Fermierii din California, petroliștii, cineaștii, constructorii de avioane, și antreprenorii Internetului au avut fiecare perioada sa de explozie în deceniile de după Goana după Aur.
Printre moștenirile moderne ale Goanei după Aur din California, se numără motto-ul statului California, „Eureka” („Am găsit”), imaginile legate de Goana după Aur de pe Sigiliul Californiei, și porecla statului, "Statul de Aur," precum și diferitele toponime, cum ar fi Placer County⁠(d), Rough and Ready⁠(d), Placerville (numit anterior "Dry Diggings" și apoi "Hangtown" pe vremea goanei), Whiskeytown, Drytown⁠(d), Angels Camp⁠(d), Happy Camp⁠(d), și Sawyer's Bar. Echipa San Francisco 49ers din National Football League, și cluburile sportive cu același nume de la California State University, Long Beach⁠(d), au primit nume după prospectorii Goanei după Aur din California. Istoria literară a Goanei după Aur este reflectată în lucrările lui Mark Twain (Broasca minunată⁠(d)), Bret Harte (Un milionar din Rough-and-Ready), Joaquin Miller⁠(d) (Viața printre modoci), și mulți alții.
Astăzi, Drumul statal California 49 trece pe la poalele munților Sierra Nevada, legând multe orașe din vremea Goanei după Aur cum ar fi Placerville, Auburn⁠(d), Grass Valley⁠(d), Coloma, Jackson și Sonora⁠(d). Această șosea trece prin apropierea Parcului Istoric Statal Columbia, o regiune protejată cuprinzând districtul istoric al orașului Columbia⁠(d); parcul a păstrat multe clădiri din vremea Goanei după Aur, ocupate astăzi de unități turistice.

## Geologia
Oamenii de știință consideră că forțe globale, de-a lungul a sute de milioane de ani, au produs marea concentrare de aur din California. Doar aurul concentrat poate fi extras cu profit. Cu aproximativ 400 de milioane de ani în urmă, California se afla pe fundul mării; vulcani subacvatici au depus lavă și minerale (inclusiv aur) pe fundul mării. De acum 200 de milioane de ani, presiunea tectonică a împins fundul mării sub masa continentală americană. Scufundându-se, prin subducție, sub pâmântul Californiei de astăzi, fundul mării s-a topit în mase mari de magmă. Magma fierbinte a fost împinsă în sus sub California de azi, răcindu-se pe măsură ce urca, și solidificându-se, vene de aur s-au format în câmpuri de cuarț. Aceste minerale și pietre au ieșit la suprafață în Sierra Nevada, și au fost erodate. Aurul expus a fost dus de apă și s-a depus în albiile liniștite ale râurilor și pe malurile vechilor râuri și pâraie. Forty-ninerii s-au concentrat inițial asupra acestor zăcăminte de aur, care s-au acumulat în albiile râurilor prin sute de milioane de ani de acțiuni geologice.